# Cecil De Vere
Cecil Valentine De Vere (14. února 1845, Montrose, Skotsko – 9. února 1875, Torquay, Anglie) byl pseudonym britského šachového mistra Cecila Valentina Browna.
Cecil Valentine De Vere byl od svých dvanácti let (1857) žákem silného londýnského hráče Francise Burdena (1830-1882). Roku 1859 se stal členem Londýnského šachového klubu a od roku 1860 běžně hrál v šachové kavárně Simpson’s Divan. Roku 1864 sehrál řadu utkání s Georgem Alcockem MacDonnellem a vyhrál většinu z nich. Roku 1865 porazil Wilhelma Stenitze 7:3 (=2), ale Stenitz mu poskytl výhodu pěšce a tahu.
V listopadu roku 1865 vyhrál De Vere v Londýně ve svých jedenadvaceti letech první British Chess Association Challenge Cup (první oficiální mistrovství Velké Británie v šachu) a stal se na více než jedno století nejmladším britským šampiónem.
Na turnaji v Paříži roku 1867 skončil De Vere pátý za Ignazem Kolischem, Simonem Winawerem, Wilhelmem Steinitzem a Gustavem Neumannem (celkem se zúčastnilo třináct hráčů). V tom samém roce skončil na turnaji v Dundee společně s Georgem Alcockem MacDonnellem na třetím až čtvrtém místě za Gustavem Neumannem a Wilhelmem Steinitzem (celkem se zúčastnilo deset hráčů).
Během pobytu v Dundee De Vere zjistil, že je nemocen tuberkulózou. Musel se vzdát svého místa v bance a později se stal závislým na alkoholu.
Na druhém mistrovství Velké Británie v Šachu, které se hrálo na přelomu let 1868-1869 v Londýně, se De Vere umístil společně Josephem Henrym Blackburnem na prvním až druhém místě, ale prohrál tiebreak a přišel tak o titul.
De Vere se rovněž zúčastnil šachového superturnaje v Baden-Badenu roku 1870 kde skončil na šestém místě z deseti hráčů (turnaj vyhrál Adolf Anderssen před Wilhelmem Steinitzem, Gustavem Neumannem, Josephem Henrym Blackburnem a Louisem Paulsenem).
Na turnaji v Londýně roku 1872 skončil De Vere společně Johannesem Zukertortem a Georgem Alcockem MacDonnellem na čtvrtém až šestém místě za Wilhelmem Steinitzem a Josephem Henrym Blackburnem (celkem se zúčastnilo osm hráčů).
Od roku 1872 působil De Vere jako šachový redaktor v listu Field, ale po osmnácti měsících musel místo opustit pro nedbalost v práci zaviněnou alkoholismem. Jeho zdravotní stav se stále zhoršoval, proto odjel roku 1874 z Londýna do Torquay, kde se doufal zotavit. Zde pak ve věku 29 let zemřel.
De Vere byl obrovský šachový talent a byl pro svou rychlou cestu ke slávě i pro dramatický konec srovnáván s Paulem Morphym. Často proto bývá označován jako anglický Morphy.